# Bernard de Fombelle
Pour les articles homonymes, voir Fombelle.
Bernard Marie Louis Joseph Jevardat de Fombelle, né à Limoges le 9 janvier 1924 et mort le 14 juin 1987, est un cavalier militaire français de saut d'obstacles. Il a remporté plusieurs concours hippiques internationaux entre 1953 et 1968.

## Biographie
Descendant de Léonard Jevardat de Fombelle, il opte pour la carrière militaire et entre à Saint-Cyr (promotion Rome et Strasbourg, 1944)
Il atteint le grade de chef d'escadron.
Ancien membre du Conseil supérieur de l'équitation.
Il a été paralysé à la suite d'une chute de cheval en mai 1985.

## Distinctions
- Chevalier de la Légion d'honneur

## Palmarès
- Membre de la délégation olympique 1956 et 1960
- Champion de France 1958 et 1964
- Vice-Champion d'Europe en 1957